# Antonio Salamone
Antonio Salamone (San Giuseppe Jato, 12 de dezembro de 1918 - São Paulo, 31 de maio de 1988) foi um mafioso italiano integrante da máfia sicíliana. Comandou a organização criminosa Cosa Nostra. Fugiu para o Brasil em 1963 após o massacre de Ciaculli. Consegui a nacionalidade brasileira. É considerado um dos fundadores da máfia no Brasil.